# Distretto di Puerto Eten
Il distretto di Puerto Eten è uno dei venti distretti della provincia di Chiclayo, in Perù. Si trova nella regione di Lambayeque e si estende su una superficie di 14,48 chilometri quadrati.

Istituito il 19 dicembre 1906, ha per capitale la città di Puerto Eten; nel censimento 2005 contava 2.395 abitanti.